# Gropparello
Gropparello é uma comuna italiana da região da Emília-Romanha, província de Piacenza, com cerca de 2.361 habitantes. Estende-se por uma área de 56 km², tendo uma densidade populacional de 42 hab/km². Faz fronteira com Bettola, Carpaneto Piacentino, Lugagnano Val d'Arda, Morfasso, Ponte dell'Olio, San Giorgio Piacentino.

## Demografia
| Variação demográfica do município entre 1861 e 2011                               |
|                                                                                   |
| Fonte: Istituto Nazionale di Statistica (ISTAT) - Elaboração gráfica da Wikipedia |